# 東京学芸大学環境教育実践施設
東京学芸大学環境教育実践施設（とうきょうがくげいだいがくかんきょうきょういくじっせんしせつ）は、東京学芸大学内の北西に位置する施設である。環境教育の内容・方法等に関する研究とその普及を図ることを目的としており、1994年に1987年設置の附属野外教育実習施設から改組、拡充された。現在、中心となる専任教員4名と29名の学部、付属学校の兼任教員により「環境教育研究部門」「野外教育部門」の2部門が運営されている。
学部学生に対しては、 A類環境教育選修・A類現代教育実践コース環境教育プログラムの教室運営に関わっており、実習形式の授業を提供している。環境教育の理論と応用の研究も進められ、環境教育に関連した様々なプロジェクト事業を行っている。学生の間では『農園』という名で親しまれている。

## 開設までの経緯
もとは農業教員養成所であった東京青年師範学校の附属農場として始まる。東京青年師範学校が東京第一・第二・第三師範学校と統合され東京学芸大学が設立されるのに従い、東京学芸大学附属農場となった。そして野外教育実習施設へと名前を変え、1994年に環境教育実践施設へと改組された。

## 施設・設備
管理棟と教材植物園をあわせた環境教育実践施設全体の面積は約1.8haである。
管理棟
管理事務室、研究室、実験室、分析室、標本室、環境教育教材作成室などがあり、授業や研究、行事等に利用される。4名の教員の研究室がおかれている。
教材植物園
畑や水田、温室や池があり、様々な野菜や果樹などが育てられ木々や植物が茂っている。入口付近には芝広場があり学生や近隣住民の憩いの場となっている。生物教材遺伝資源の系統保存を行うとともに学生、附属学校・園生等に対し自然と文化に関する野外環境学習の指導が行われる。具体的には学生の実習授業に利用される他、付属学校や近隣の小学校による身近な自然観察や主催のシンポジウムの交流会、市民団体との田畑を利用したプロジェクト、環境教育系の学生サークル活動などの様々な活動の場として利用されている。

## 主催事業
- ユネスコ会議「ユネスコ日本/アジア・太平洋地域環境教育セミナー」
- 環境のための地球学習観測プログラム（GLOBE）
- 文部科学省「環境教育推進のためのプログラム開発」事業
- 初等中等教育分野等の協力強化のための『拠点システム構築事業』

「環境教育の教員研修にかかわる途上国との国際協力プロジェクト開発研究」

## 参考
- 東京学芸大学環境教育実践施設
- 『東京学芸大学環境教育実践施設　環境教育学研究第18号』東京学芸大学環境教育実践施設発行、2009年